# تشارلز فينش
تشارلز فينش (بالإنجليزية: Charles Finch)‏ (1980، نيويورك في الولايات المتحدة)؛ ناقد أدبي وروائي أمريكي.